# 四突瓢蛛
四突瓢蛛（学名：Paraplectana quadrimamilata）为园蛛科瓢蛛属的动物。在中国大陆，分布于四川等地。该物种的模式产地在四川。